# Grote Moskee van Parijs
De Grote Moskee van Parijs is een moskee gelegen in het 5e arrondissement van Parijs. Het is de grootste moskee van Frankrijk en op twee na grootste van Europa. De moskee is na de Eerste Wereldoorlog opgericht als Franse dank voor de hulp tijdens de oorlog van moslimtirailleurs uit de Franse koloniën. Honderdduizend van hen sneuvelden in de strijd met Duitsland. Bij de bouw werd de stijl van Mudéjar Morisco gevolgd, waarbij een minaret van 33 meter hoog werd opgericht. De Franse president Gaston Doumergue opende de moskee op 15 juli 1926 en de Algerijn Ahmad al-Alawi leidde de eerste gebeden. Gedurende de Tweede Wereldoorlog was de moskee een geheime veilige plaats voor hen die gezocht werden door de Duitsers en werden er valse geboortepapieren gemaakt voor joden.

## Galerij

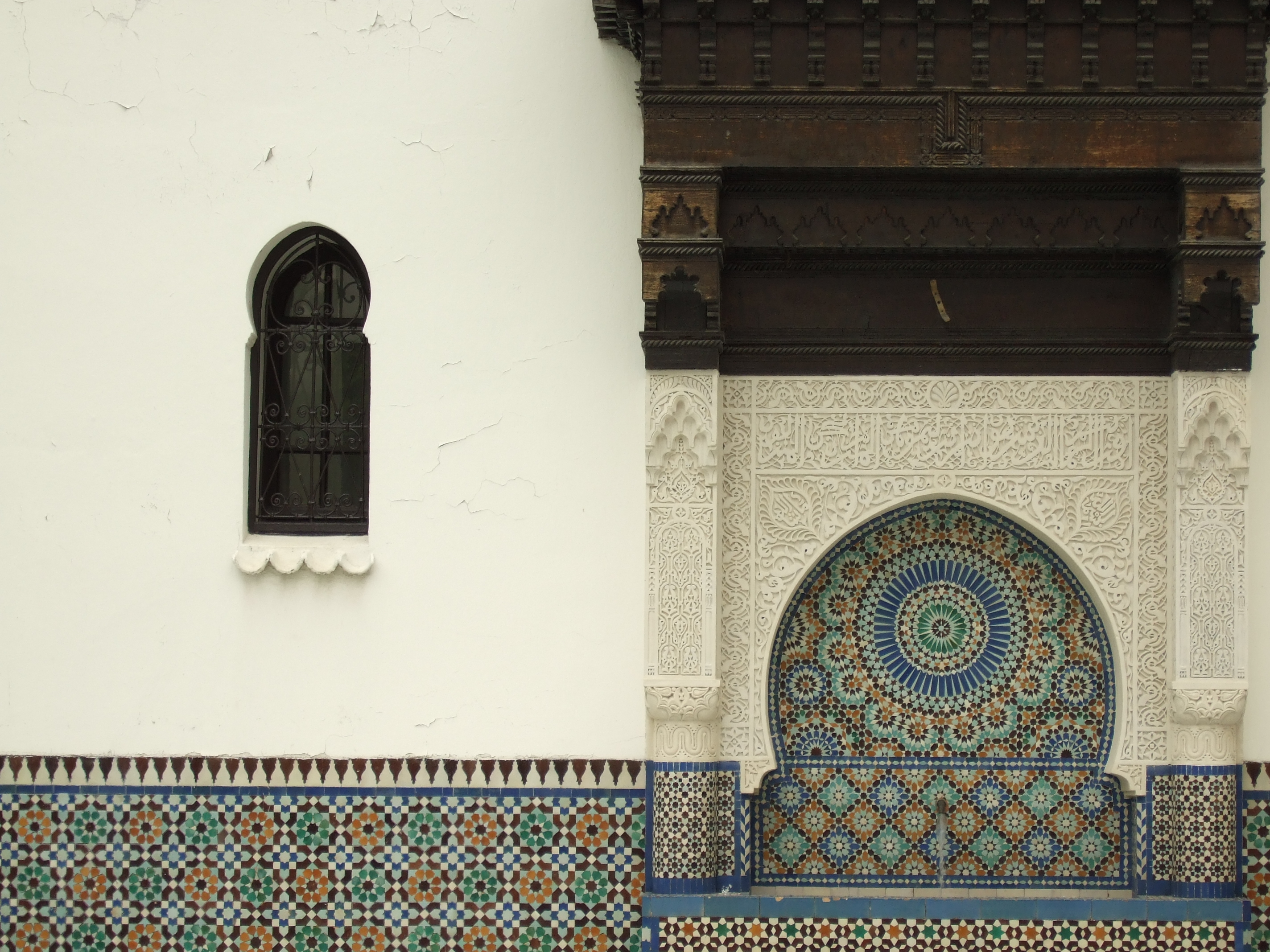
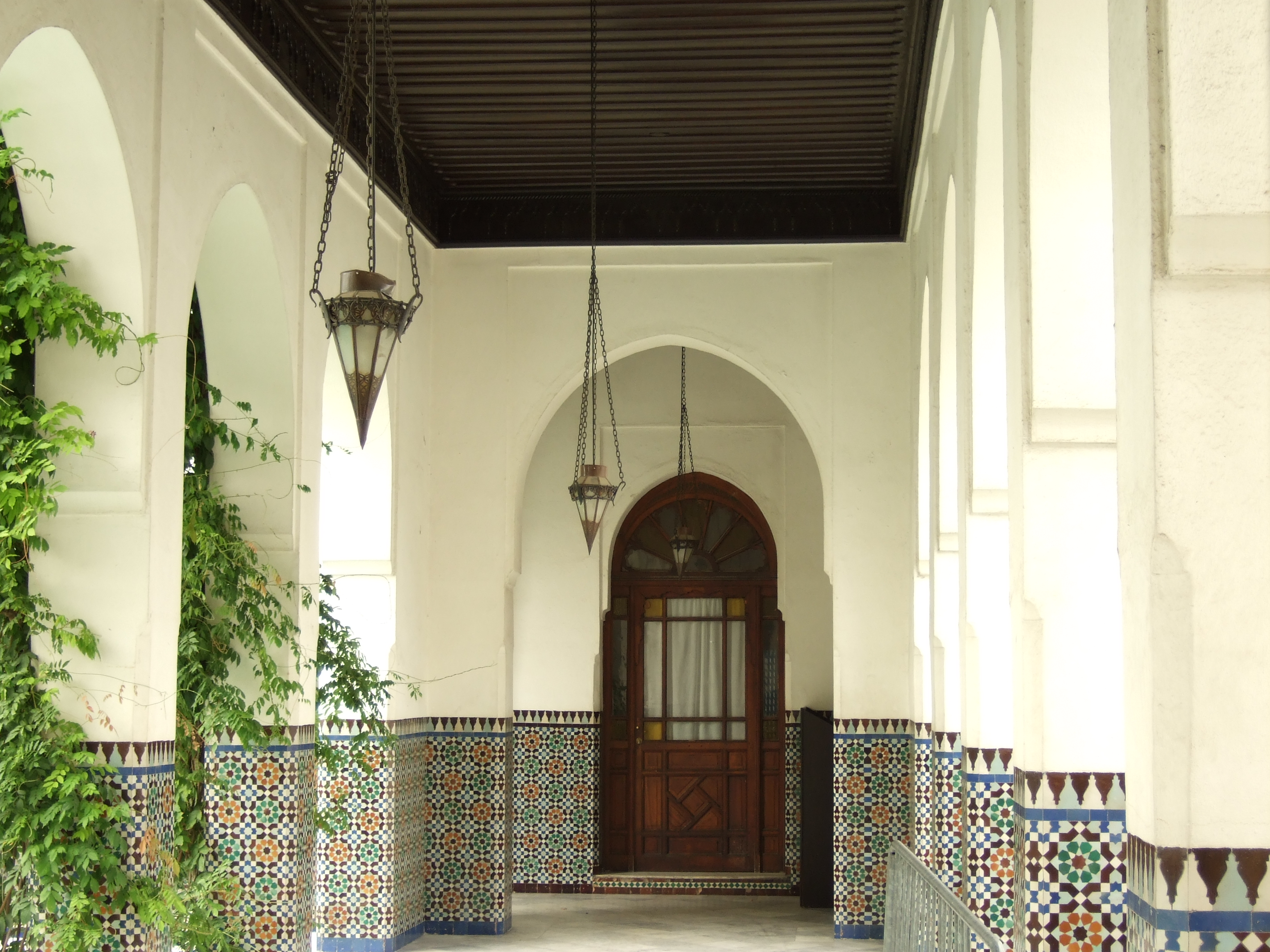
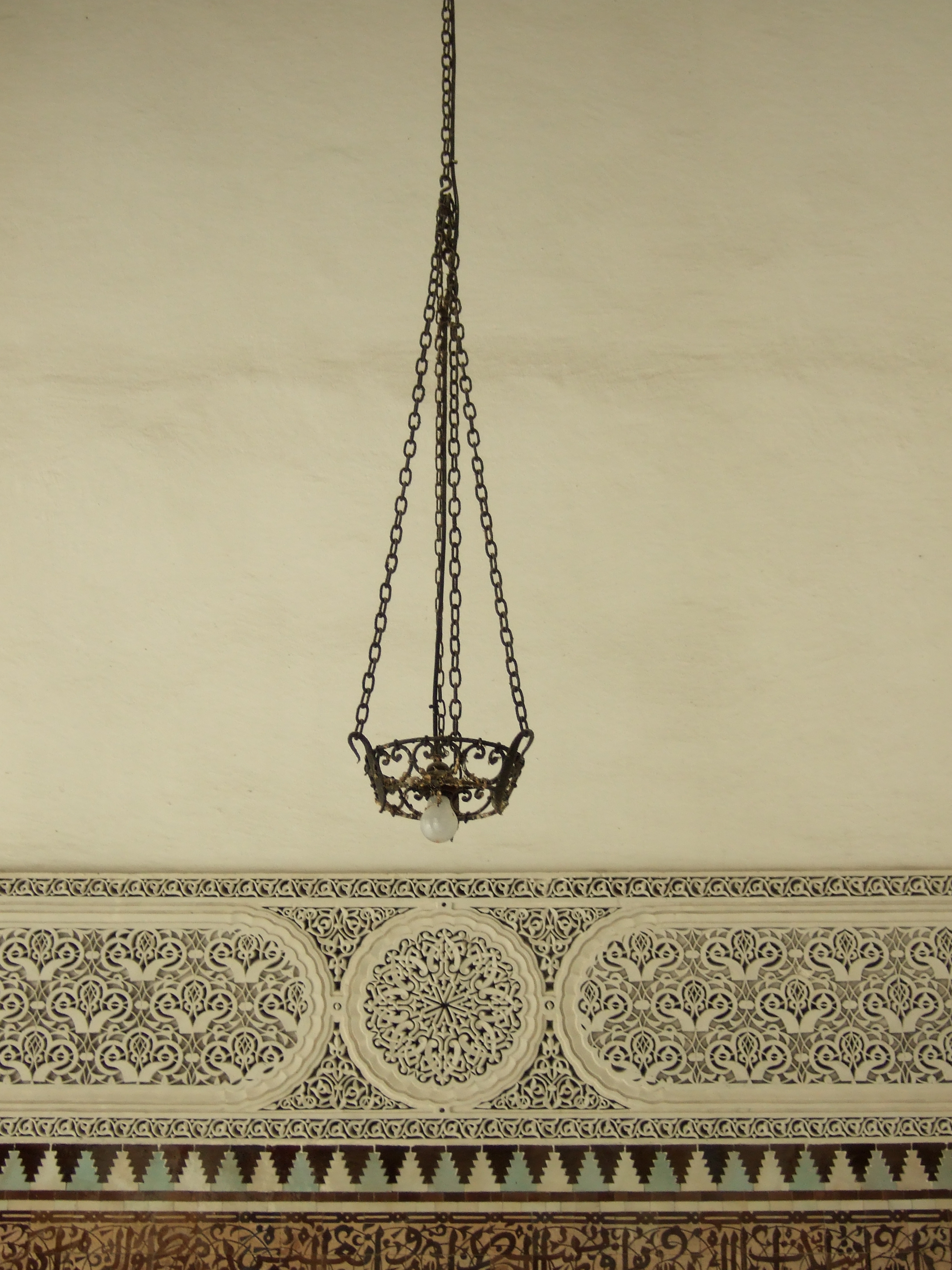
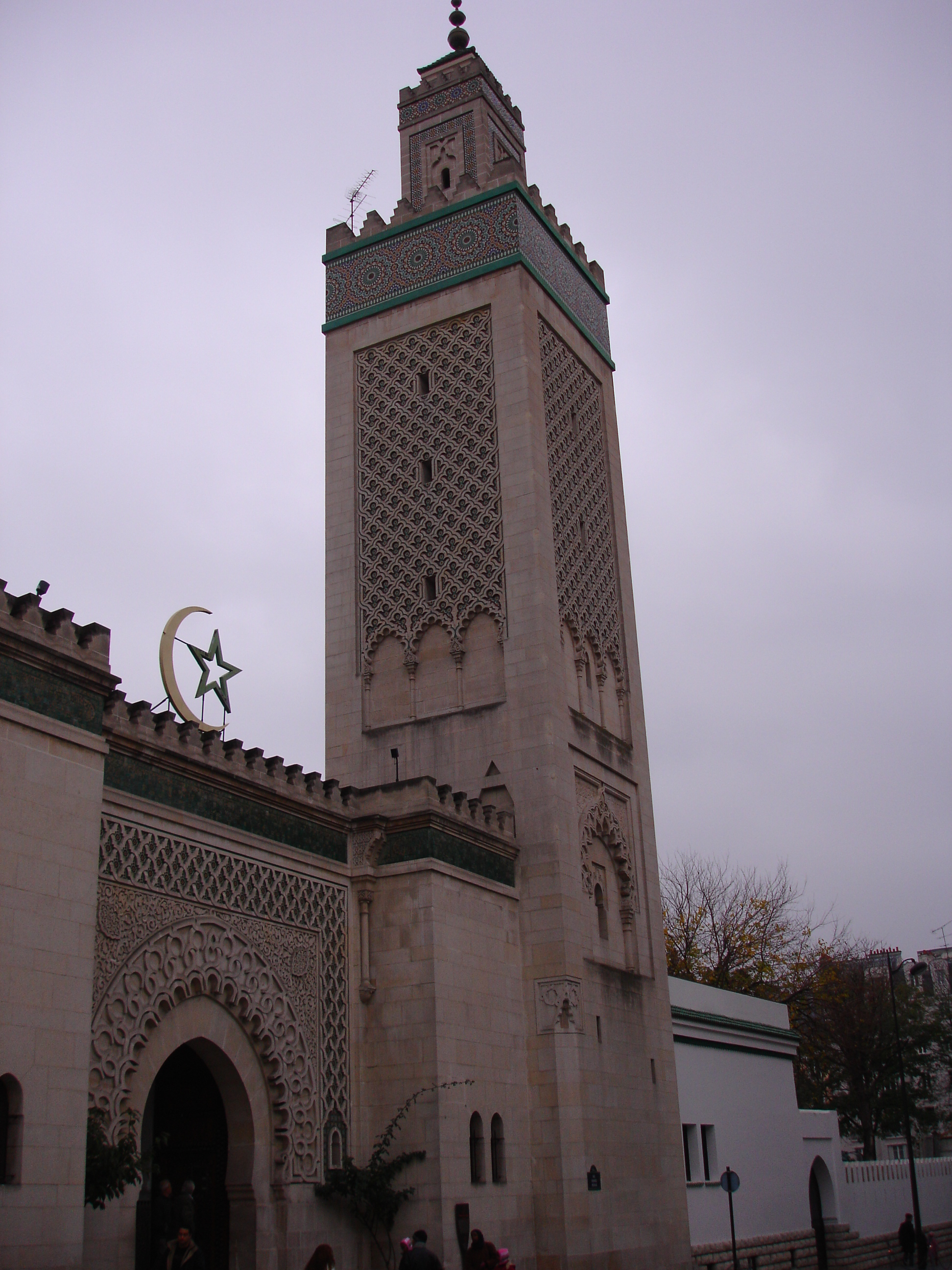
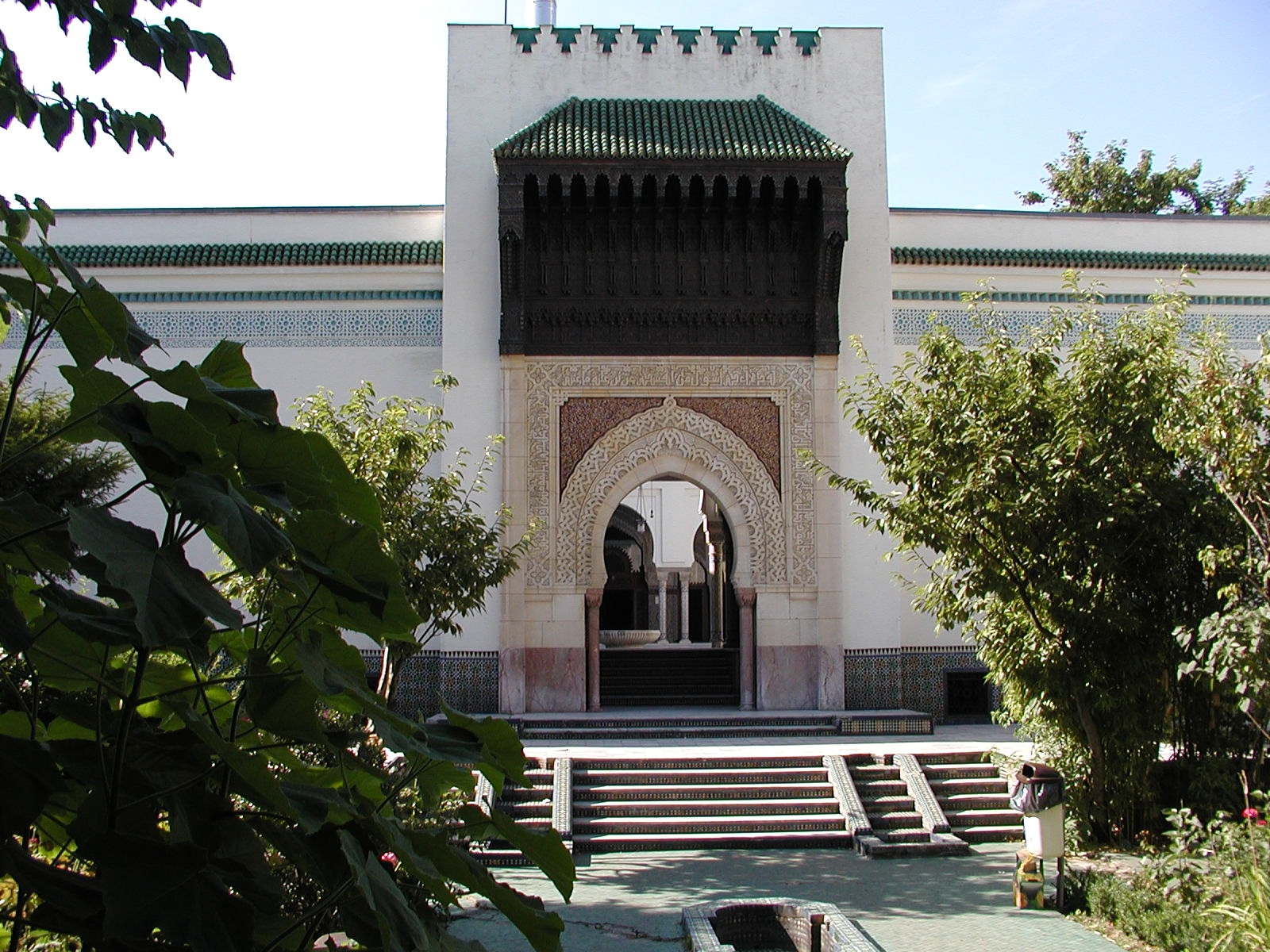
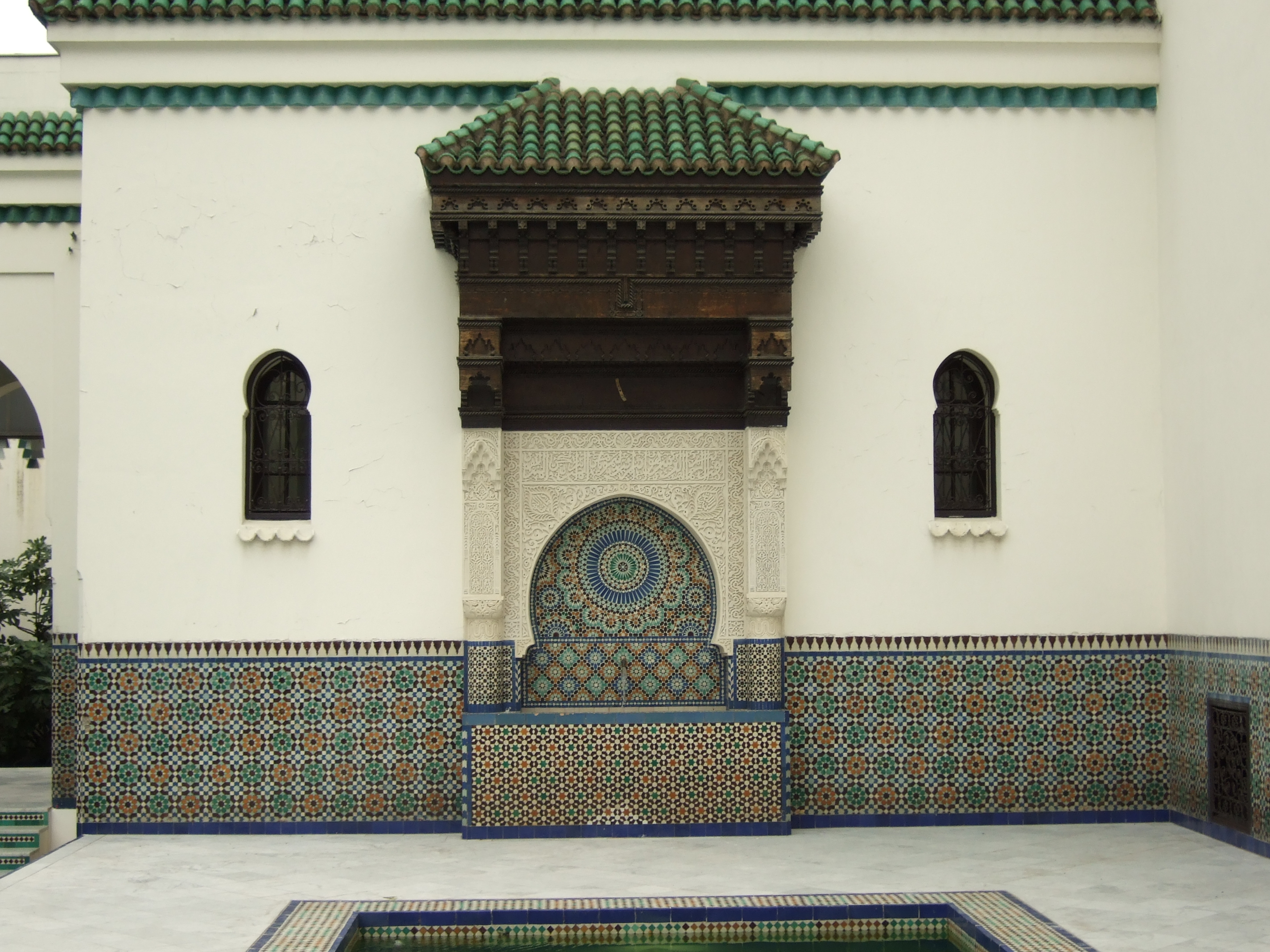
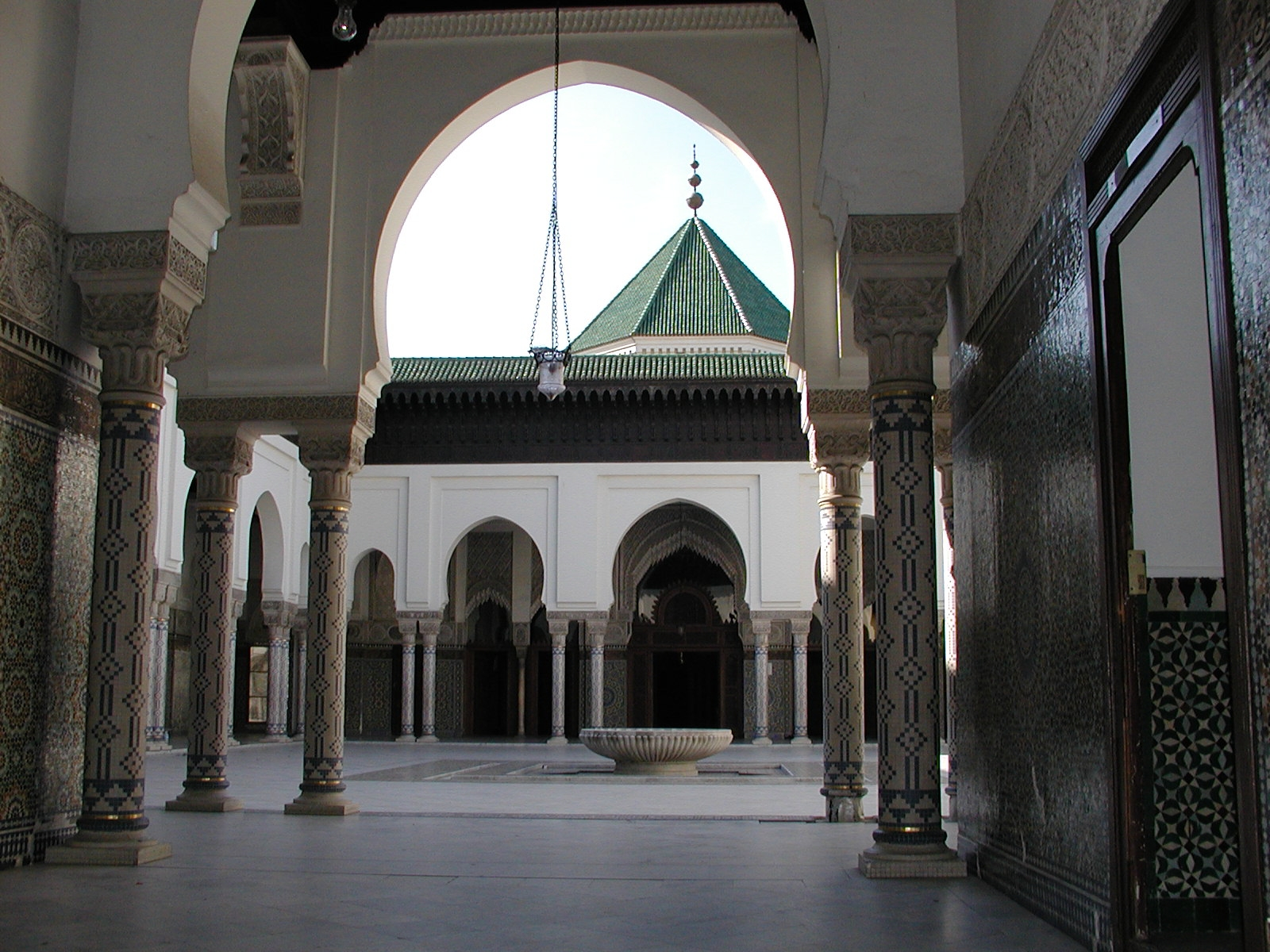
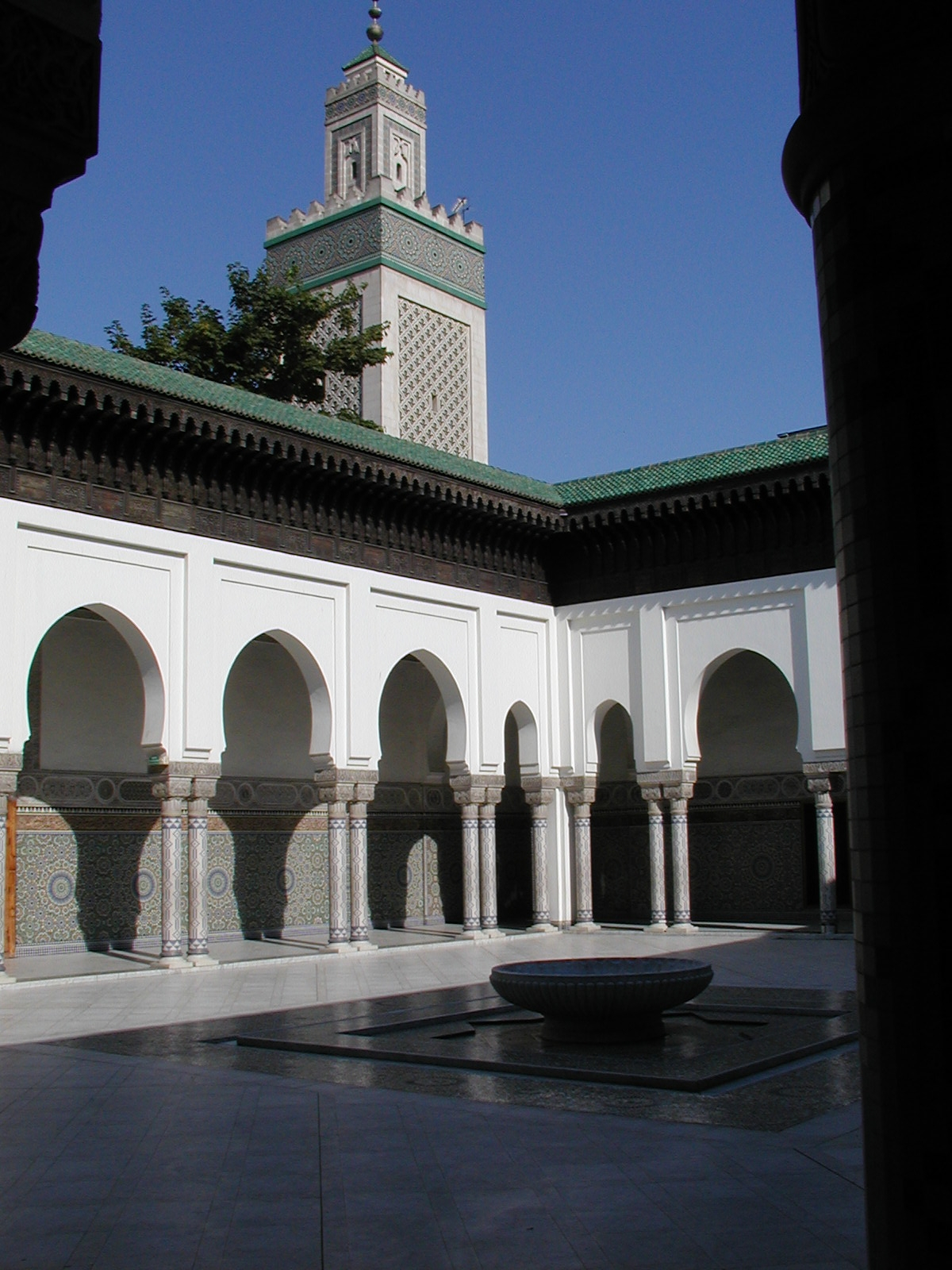

- Bibliothèque nationale de France: cb13505378d (data)
- Library of Congress Control Number: n94094414
- Nationale Bibliotheek van Israël: 987007467548205171
- Virtual International Authority File: 156094376